# نانسي فيلدمان
نانسي فيلدمان (بالإنجليزية: Nancy Feldman)‏ هي ناشِطة أمريكية، ولدت في 4 أكتوبر 1922 في هايلاند بارك في الولايات المتحدة، وتوفيت في 17 فبراير 2014 في تلسا في الولايات المتحدة.